# Hubert Ripka
Hubert Ripka (* 26. Juli 1895 in Kobeřice u Brna, Österreich-Ungarn; † 7. Januar 1958 in London) war ein tschechoslowakischer Autor und Politiker.

## Leben und Tätigkeit
Ripka war der Sohn eines Försters. Er studierte an der Karls-Universität Prag. Nach dem Ersten Weltkrieg arbeitete er von 1925 bis 1930 als Redakteur der Zeitung Narodni osvobozeni (Nationale Befreiung), einem Organ der Tschechoslowakischen Legion. Danach war er von 1930 bis 1938 Redakteur der Zeitung Lidové noviny (Volkszeitung) für die er als „diplomatischer Korrespondent“ vor allem über Fragen der Außenpolitik und der Beziehungen der europäischen Mächte schrieb.
Neben seiner journalistischen Tätigkeit war Ripka in den 1930er Jahren ein enger Berater des tschechoslowakischen Präsidenten Edvard Beneš. Öffentliche Aufmerksamkeit erregte Ripka 1938 durch seine Gegnerschaft zu den Verhandlungen im September 1938, wonach auf Druck Deutschlands das sogenannte Sudetenland vom tschechoslowakischen Staat abzutrennen und dem Deutschen Reich einzuverleiben sei. Das sogenannte Münchner Abkommen wurde schließlich am 30. September 1938 von Deutschland, dem Vereinigten Königreich, Frankreich und Italien, in Abwesenheit von Vertretern der Tschechoslowakei, offiziell stipuliert.
1939 siedelte Ripka nach Frankreich über, wo er das Buch Munich: Before and After veröffentlichte, das die Appeasement-Politik der amtierenden britischen und französischen Regierungen scharf kritisierte. Ebenfalls 1939 wurde er Mitglied des Tschechoslowakischen Nationalausschusses in Paris.
1940 wanderte Ripka nach Großbritannien aus, wo er Mitglied des tschechoslowakischen Nationalkomitees in London wurde. Außerdem amtierte er von 1940 bis 1945 als Staatssekretär im Außenministerium der tschechoslowakischen Exilregierung. Zudem beaufsichtigte er in diesen Jahren die an die Bevölkerung der Tschechoslowakei ausgestrahlten Sendungen der BBC. Politisch widersetzte sich Ripka in seiner Position als Staatssekretär des tschechoslowakischen Exilaußenministeriums u. a. dem Anschluss Österreichs an den NS-Staat und propagierte die Wiederherstellung eines unabhängigen österreichischen Staates, dessen Unabhängigkeit durch internationale Garantien und Maßnahmen zur Durchsetzung eines Anschlussverbots gewährleistet werden sollte.
Von den nationalsozialistischen Polizeiorganen wurde Ripka Ende der 1930er Jahre als wichtige Zielperson eingestuft: Im Frühjahr 1940 setzte das Reichssicherheitshauptamt in Berlin ihn auf die Sonderfahndungsliste G.B., ein Verzeichnis von 2820 Personen, die im Falle einer erfolgreichen deutschen Invasion Großbritanniens durch die Sonderkommandos der SS-Einsatzgruppen mit besonderer Priorität ausfindig gemacht und verhaftet werden sollten.
1945 kehrte Ripka nach Prag zurück, wo er von April 1945 bis Februar 1948 in der neuen Regierung unter Beneš das Amt des Ministers für Außenhandel übernahm. Von 1946 bis 1948 gehörte er zudem parallel der verfassungsgebenden Versammlung der Tschechoslowakei an. Als Außenhandelsminister schloss Ripka u. a. einen Vertrag mit der Sowjetunion über tschechoslowakische Uraniumlieferungen an diese ab, was später mit zum Erfolg des sowjetischen Nuklearwaffenprogramms führte.
Nach der kommunistischen Machtergreifung in der Tschechoslowakei im Februar 1948 (Februarumsturz) verließ Ripka die Tschechoslowakei erneut und ging erneut ins Exil nach Großbritannien. Dort übernahm er die Aufgabe eines „Beauftragten für Außenpolitik“ des tschechoslowakischen Exils nach 1948. Zeitweise lebte er auch in New York, wo er an der New School of Social Research lehrte und an Treffen des Council of Free Czechoslovakia teilnahm.

## Schriften
- Munich: Before and After: A Fully Documented Czechoslovak Account of the Crises of September 1938, London 1939.
- Russia and the West, 1942.
- The Soviet-Czechoslovak treaty. London: Czechoslovak Ministry of Foreign Affairs, Information Service, 1943 - speech delivered before the State council on the 15th december, 1943.
- The Repudiation of Munich, London 1943.
- Die Tschechoslowakei in der Weltallianz, 1943.
- German Massacres in Occupied Czechoslovakia, 1943.
- East and West, London 1944.
- The Future of the Czechoslovak Germans, London 1944. (auch auf Deutsch als Die Zukunft der tschechoslowakischen Deutschen, 1944)
- Austria and Czechoslovakia 1944. (zusammen mit Maria Koestler und Emil Winter)
- Czechoslovakia Enslaved: The Story of the Communist Coup d'État, Victor Gollancz, London 1950.
- A Federation of Central Europe, 1953,
- Eastern Europe in the Post-War World, Methuen, 1961.